# Luis Gonçalves
Luis Miguel De Sousa Gonçalves (Lisboa, 07 de julho de 1979) é um consultor e um empreendedor português na área de transformação digital.
Nascido em Lisboa e com a sua infância passada no concelho de Cascais, emigrou em 2005 tendo passado 5 anos na Finlândia e 10 na Alemanha. Em 2020 regressou a Portugal onde passa o seu tempo dividido entre Lisboa e Munique.
É convidado regular por diversos meios para comentar possíveis estratégias de transformação digital num mundo pós-covid.

## Evolution4all
Fundador e diretor-executivo da evolution4all, uma Boutique Management de consultoria que trabalha lado a lado com líderes executivos para reinventar e transformar seus negócios para prosperar e nutrir na era digital.

### Getting Value Out Of Agile Retrospectives
Em 2014 lança o seu primeiro livro, "Getting Value Out Of Agile Retrospectives". focado na metodologia Agile e retrospectivas. Apoiado no "o quê" e "por que" das retrospectivas, o valor e os benefícios comerciais que eles trazem e ainda conselhos para a introdução e aprimoramento de retrospectivas. Focado em Scrum masters, Agile Coachs e Product Managers.

### Organisational Mastery
Um livro lançado em 2019, focado em fornecer uma abordagem passo a passo para ajudar a gerar inovações internas rápidas e consistentes e permitir que empresas reajam positivamente a qualquer mudança no mercado. Um livro que obteve um relevo ainda maior com a pandemia no inicio de 2020.